# Apetahia raiateensis
Apetahia raiateensis – gatunek rośliny z rodziny dzwonkowatych. Endemit dla płaskowyżu góry Temehani na wyspie Raiatea w Polinezji Francuskiej. Gatunek zagrożony wyginięciem. Wszystkie próby adaptacji rośliny na pozostałe obszary wyspy zakończyły się niepowodzeniem. W październiku 2008 w rezerwacie Temehani naliczono jeszcze około 200 roślin.

## Znaczenie kulturowe
Kwiat tego gatunku bywa wykorzystywany jako symbol wyspy Raiatea. Lokalna nazwa „tiare Apetahi” nawiązuje do legendy o dziewczynie o tym imieniu (Apetahi znaczy "śledzić"), która odkrywszy niewierność męża, postanowiła odciąć sobie dłoń, aby się wykrwawić (pięć płatków kwiatu, przechylonych na jedną stronę, przypomina ludzką rękę).